# Robert Pring-Mill
Robert Duguid Forrest Pring-Mill (Stapleford Tawney, Anglaterra, 11 de setembre de 1924 - Oxford, 7 d'octubre de 2005) fou un filòleg anglès.

## Biografia
Es va interessar pel català gràcies al fet que visqué de petit a les illes Balears, de l'any 1931 fins a la guerra. Després de participar en la Segona Guerra Mundial a Burma (d'on el llibre publicat el 1946 sobre la Xina), estudià llengües modernes (castellà, francès i català) a la Universitat d'Oxford, on ha estat professor i catedràtic de literatura hispanoamericana. Des del 1957 és magister de la Maioricensis Schola Lullistica i redactor anglès d'Estudios Lulianos. Ha publicat un bon nombre de treballs sobre el pensament de Ramon Llull. Rebé també el Premi Pompeu Fabra als Jocs Florals de la Llengua catalana de Cambridge del 1956 per un estudi sobre Llull.
Ha editat obres de Ramon Llull, Lope de Vega, Pedro Calderón de la Barca, Pablo Neruda (a qui va aconseguir que nomenessin doctor honoris causa a Oxford el 1965) i Ernesto Cardenal. Els seus tres principals interessos de recerca foren, doncs, aquests: l'obra de Ramon Llull, la poesia del segle d'or espanyol i la poesia de protesta sud-americana del segle xx.
Des de 1988 fou membre de l'British Academy. Fou membre corresponent de la Secció de Filosofia i Ciències Socials l'Institut d'Estudis Catalans des del 1966 i ha estat president de l'Anglo-Catalan Society el 1974-1976. El 1990 va rebre la Creu de Sant Jordi de la Generalitat de Catalunya; el 1992 fou nomenat oficial de l'ordre Bernardo O'Higgins xilena; el 2004 rebé la Medalla d'Honor Presidencial de Xile.

## Obres
- Chinese Triad Societies, 1946
- (amb Cyril Albert Jones) Advanced Spanish Unseens, London, 1958
- Lope de Vega, Five plays, New York, 1961
- El microcosmos lul·lià, 1961
  - en alemany: Der Mikrokosmos Ramon Llulls. Eine Einführung in das mittelalterliche Weltbild, Stuttgart, 2001
  - en italià: Il microcosmo lulliano, Roma, 2007
  - en francès: Le microcosme lullien. Introduction à la pensée de Raymond Lulle, Friburg (Suïssa)/Paris, 2008
- Ramon Llull y el número primitivo de las dignidades en el "Arte General", 1963
- Pablo Neruda. A basic anthology, Oxford, 1975
- Gracias a la vida. The power and poetry of songs, London, 1990
- Estudis sobre Ramon Llull, 1956-1978, amb Lola Badia i Albert Soler, Barcelona 1991
- Calderón: estructura y ejemplaridad, 2001

## Publicacions d'homenatge
- The discerning eye. Studies presented to Robert Pring-Mill on his seventieth birthday, (editor) Nigel Griffin, Llangrannog, 1994
- I sing the difference. Identity and commitment in Latin American song. A symposium in honour of Robert Pring-Mill, (editors) Jan Fairley / David Horn, Liverpool, 2002